# Borboropactus javanicola
Borboropactus javanicola es una especie de araña cangrejo del género Borboropactus, familia Thomisidae. Fue descrita científicamente por Strand en 1913.

## Distribución
Esta especie se encuentra en Indonesia (Java).